# Raúl Ruiz (fotbollsspelare)
Raúl Ruiz Matarín, född 25 mars 1990 i Alicante, är en spansk fotbollsspelare som spelar för Hércules.

## Klubbkarriär
Matarín började spela på klubbnivån som tioåring. Den 1 februari 2011 lånades han tillsammans med sina kamrater Javi Hernández och José Zamora ut till den svenska klubben Halmstads BK.

## Landslagskarriär
Raúl Ruiz spelade 5 gånger för Spaniens U19-landslag och sköt ett mål i en vänskapsmatch mot England. Han spelade även en match för Spaniens U21-landslag.